# Bathylaimus longicaudatus
Bathylaimus longicaudatus är en rundmaskart som beskrevs av Nikolai Nikolaievich Filipjev 1946. Bathylaimus longicaudatus ingår i släktet Bathylaimus och familjen Tripyloididae. Inga underarter finns listade i Catalogue of Life.